# Cerros (Belice)
Cerros es un sitio arqueológico de la cultura maya que se localiza cerca de la Bahía de Chetumal, al norte de Belice. Su desarrollo puede ubicarse en el período Preclásico Tardío de Mesoamérica (330 a. C.-100 d. C.). Es un ejemplo notable de las capacidades constructivas de los antiguos mayas. 

## Historia
El sitio, localizado estratégicamente en la desembocadura del río Nuevo, fue un gran centro comercial en el sureste de Mesoamérica. No solo es posible acceder al emplazamiento a través del río, sino también por la costa del Mar Caribe. La economía de la ciudad estuvo basada principalmente en la pesca, aunque un gran sistema de canales de riego permitió la irrigación  de una importante zona en el norte de Belice. Ello  permitió la práctica de una productiva agricultura.

## Descripción
El corazón de Cerros, ubicado en la bahía de Chetumal, posee siete grandes estructuras. Estas son los Templos 1, 2 y 3 —llamado Acrópolis oriental—, las canchas Norte y Sur del juego de pelota, así como el Templo 4 —Acrópolis occidental—. El más conocido de los cuatro templos de Cerros es el Templo 1, también llamado Estructura 5C-2. La construcción de este edificio —el mayor de Cerros, en la ribera derecha del río Nuevo— se calcula en el año 50 d. C. Destacan cuatro mascarones de estuco que se ejecutaron sobre los muros del templo, que flanquean ambos lados de la escalinata de ascenso de la plataforma piramidal.
El mascarón superior de la derecha contiene los jeroglíficos mayas para yax (primero), k’in (sol) y uno más que representa el horizonte. Por lo tanto, se ha presupuesto que el mascarón debía ser una alusión al sol naciente, en tanto que el mascarón opuesto parece ser una representación del sol poniente. Existen otros dos mascarones que representan la aparición matutina de Venus, y contiene glifos que representan a la estrella de la mañana y a la estrella vespertina. Las interpretaciones de estas piezas del arte maya indican que desde tiempos muy antiguos los pueblos de la región tenían un especial interés en la observación astronómica. 
Las más veces, los mascarones del Templo 1 de Cerros son interpretados como una representación a los gemelos mitológicos Hunahpú e Ixbalanqué, pareja que descendió a los inframundos y derrotó a los Señores de Xibalbá, patrones de la muerte en la religión maya precolombina. Hunahpú e Ixbalanqué —cuyas peripecias en el viaje a Xibalbá son relatadas en el Popol Vuh— representan no solo la conexión entre el mundo de los vivos y el de los muertos, sino también son una alusión al encumbramiento político de los señores mayas. De modo similar al derecho divino de los reyes, los ahau mayas se percibían a sí mismos como descendientes de los heroicos gemelos de uno de los mitos fundacionales de la civilización maya. El Ahau maya no sólo era el jefe político de su ciudad y el área bajo su control, sino también fungía como un sacerdote que tenía la posibilidad de entrar en contacto con los ancestros de los mayas y con sus divinidades. Por ello, un monumento como la Estructura 5C-2 de Cerros pudo haber tenido importantes funciones rituales, amén de implicaciones políticas como emblema del poder real de los jefes de la ciudad. El patrón de los cuatro mascarones también ha sido identificado en la Pirámide del Tigre, en el sitio de El Mirador. 
Aunque Cerros abarca grandes construcciones como el sistema de acequias y los campos agrícolas, la mayor parte del sitio permanece sin explorar. 

## Turismo
En la actualidad es posible acceder al sitio desde un camino que parte de Corozal. En esta población beliceña existe una oficina de información turística.